# Stefan Fröhlich (Politikwissenschaftler)
Stefan Fröhlich (* 1958 in Bonn) ist ein deutscher Politikwissenschaftler, spezialisiert auf die internationale Politik. Er war von 2003 bis 2024 Professor für Internationale Beziehungen an der Friedrich-Alexander-Universität Erlangen-Nürnberg.
Schwerpunkte seiner Arbeit sind deutsche Außenpolitik, amerikanische Außenpolitik und transatlantische Beziehungen, die europäische Außen- und Sicherheitspolitik sowie Internationale Politische Ökonomie.

## Werdegang
Von 1979 bis 1985 studierte Fröhlich Politikwissenschaft, Anglistik, Hispanistik und Wirtschaftswissenschaften in Bonn, Paris, Philadelphia und Washington D.C. Anschließend war er als wissenschaftlicher Mitarbeiter im  Deutschen Bundestag (1985 bis 1989) und von 1989 bis 1994 als wissenschaftlicher Assistent (Professur Hans-Peter Schwarz) am Seminar für Politische Wissenschaft der Universität Bonn tätig.
Nach der Habilitation im Fach Politische Wissenschaft an der Universität Bonn (1996) wirkte Fröhlich als Vertretung einer Professur an der Universität Trier. 1997 war er Mitarbeiter in der  Deutschen Gesellschaft für Auswärtige Politik und Privatdozent an der Universität Bonn. Anschließend war Fröhlich bis 2002 Programmdirektor des Postgraduiertenkollegs „European Studies“ am Zentrum für Europäische Integrationsforschung (ZEI) der Universität Bonn.
Seit 1999 wirkte Fröhlich als Gastdozent in Antwerpen, Brügge, Budapest, Bonn (ZEI), Mailand, Birmingham, London, Wien, Innsbruck, Tübingen, Warschau, Washington und Moskau. Längere Forschungsaufenthalte führten ihn 2002/2003 an das Center for Transatlantic Relations an der Johns Hopkins University, Washington D.C. und an das  Woodrow Wilson Center, Washington, D.C. (2007). Derzeit hat Fröhlich Gastdozenturen am  Collège d’Europe in Brügge & Natolin, am Zentrum für Europäische Integrationsforschung in Bonn sowie den  Universitäten Innsbruck und Zürich.
Fröhlich veröffentlicht regelmäßig Beiträge in überregionalen und internationalen Printmedien. Darüber hinaus ist er Diskussionspartner und Kommentator zu seinen Themenschwerpunkten in verschiedenen Fernseh- und Rundfunkanstalten.
Seit 2003 ist er Professor für Internationale Beziehungen an der Universität Erlangen-Nürnberg.

## Mitgliedschaften
- Vorsitzender der Auswahlkommission für deutsche Studierende in Brügge (Europäische Bewegung, Berlin)
- Senior Fellow am Zentrum für Europäische Integrationsforschung der Universität Bonn[4]
- Deutsche Gesellschaft für Politikwissenschaft
- Deutsche Gesellschaft für Auswärtige Politik
- Arbeitskreis Europäische Integration
- Deutsche Atlantische Gesellschaft (Vorstand)
- Advisory Board, the Harris German/Dartmouth Distinguished Visiting Professorship at Dartmouth College
- Beirat des Kölner Forums für Internationale Beziehungen und Sicherheitspolitik (KFIBS)[5]

## Auswahlschriften (Monographien)
- The New Geopolitics of Transatlantic Relations. Coordinated Responses to Common Dangers. Washington DC: Johns Hopkins University Press, 2012
- Zehn Jahre Deutschland in Afghanistan (Hrsg. mit Klaus Brummer). In: Zeitschrift für Außen- und Sicherheitspolitik, Sonderheft 3/2011
- Die EU als globaler Akteur. Lehrbuch, VS-Verlag, 2008
- Strategic Implications of Euro-Atlantic Enlargement (Hrsg. mit Esther Brimmer), Washington 2005
- The Difficulties of EU Governance: What way forward for the EU Institutions? Frankfurt a. M.: Peter Lang-Verlag, 2004
- Auf den Kanzler kommt es an. Außen- und Europapolitik in der Ära Kohl in den achtziger Jahren, Paderborn: Schöningh-Verlag, 2001
- Amerikanische Geopolitik. Von den Anfängen bis zum Ende des Zweiten Weltkrieges, Landsberg: Olzog Verlag, 1998
- Zwischen selektiver Verteidigung und globaler Eindämmung. Geostrategisches Denken in den USA während der Jahrzehnte des Kalten Krieges, Baden-Baden: Nomos 1998
- Die USA und die neue Weltordnung. Amerikanische Außenpolitik nach dem Ende des Kalten Krieges, Bonn/Berlin: Bouvier Verlag, 1992
- Nuclear Freeze Campaign. Die Kampagne für das Einfrieren der Nuklearwaffen unter der Reagan-Administration, Opladen: Leske und Budrich, 1990

## Auswahlsschriften (Größere Einzelstudien)
- Future Perspectives for Transatlantic Relations. American Institute for Contemporary German Studies. Juni 2012
- Major tasks and the state of the art. The work of the EU Convention, Washington, SAIS 2004
- Globalization and the future of the transatlantic relations, Policy Paper, KAS, Berlin, März 2003
- Die GASP der EU: Entwicklungen und Perspektiven, ZEI/Discussion Paper, Dezember 2002
- Der Ausbau der Europäischen Verteidigungsidentität zwischen WEU und NATO. Zentrum für Europäische Integrationsforschung (ZEI), Discussion Paper, Bonn, Juli 1998
- Möglichkeiten amerikanisch-europäischer Kooperation: Der Aktionsplan zur Transatlantischen Agenda, Sankt Augustin 1997
- Fragen einer institutionellen Gestaltung der internationalen Ordnung. Zur aktuellen Theoriedebatte, Studie für den Bereich Forschung und Beratung der Konrad-Adenauer-Stiftung (KAS), Sankt Augustin 1996